# Dolní Sloupnice
Dolní Sloupnice är en ort i Tjeckien.   Den ligger i regionen Pardubice, i den östra delen av landet, 140 km öster om huvudstaden Prag. Dolní Sloupnice ligger 365 meter över havet och antalet invånare är 1 729.
Terrängen runt Dolní Sloupnice är platt västerut, men österut är den kuperad. Terrängen runt Dolní Sloupnice sluttar västerut. Runt Dolní Sloupnice är det ganska tätbefolkat, med 80 invånare per kvadratkilometer. Närmaste större samhälle är Litomyšl, 6,7 km söder om Dolní Sloupnice. Trakten runt Dolní Sloupnice består till största delen av jordbruksmark.